# 比康
比康（法語：Bucamps，法語發音：[bykɑ̃]）是法国瓦兹省的一个市镇，属于克莱蒙区。

## 地理
比康（49°31'22"N, 2°19'18"E）面积5.82 平方千米，位于法国上法蘭西大區瓦兹省，该省份为法国北部内陆省份，北起索姆省，西接厄尔省和滨海塞纳省，南至塞纳-马恩省和瓦兹河谷省，东临埃纳省。
与比康接壤的市镇（或旧市镇、城区）包括：卡蒂永-菲姆雄、布雷什河畔蒙特勒伊、努拉尔勒弗朗、努瓦耶圣马丹、勒凯内勒欧布里、蒂约、瓦维尼。

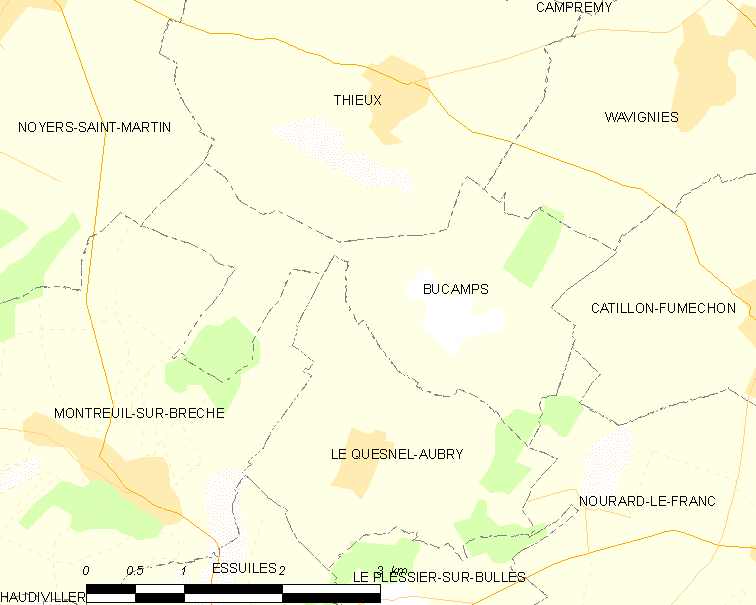
比康的OSM定位图

比康的时区为UTC+01:00、UTC+02:00（夏令时）。

## 行政
比康的邮政编码为60480，INSEE市镇编码为60113。

## 政治
比康所属的省级选区为圣瑞斯特昂绍塞县。

## 人口

1962-2008年间比康人口变化图示

比康于2022年1月1日时的人口数量为207人。